# Typ Herbrand (tramwaje w Szczecinie)
Wagony typu Herbrand eksploatowane były w Szczecinie w latach 1897–1961.

## Okres przed 1945
Tramwaje marki Herbrand były pierwszymi pojazdami elektrycznymi w Szczecinie. Pierwsze 58 wagonów dostarczono w 1897 roku, z Kolonii. Dwukierunkowe wagony posiadały 20 miejsc siedzących na ławkach po obu stronach wzdłuż wagonu przez co pasażerowie siedzieli tyłem do okien. Poza tym wagony wyposażone były w hamulec ręczny i elektryczny (w nastawniku), rolkowe odbieraki prądu oraz po dwa silniki o mocy 25 KM. Z zewnątrz charakterystycznymi elementami pierwszych Herbrandów były niezabudowane pomosty oraz 6 wąskich okienek zaokrąglonych u góry, po obu stronach wagonu. Pojazdy oznaczono numerami z zakresu 1-58. W tym samym czasie wagony konne zaczęto przerabiać na wagony doczepne do Herbrandów, upodabniając je do nich.
Rok później, w 1898 roku dostarczono kolejne 24 wagony, a w 1901 i w 1904 po 10 kolejnych sztuk. Numerację wagonów kontynuowano i na początek 1905 roku w Szczecinie były już 102 wagony motorowe. Wszystkie wyglądały tak samo, jednak ostatnie 10 wagonów (z dostawy z 1904 r.) było wyposażonych w mocniejsze silniki o łącznej mocy 70 KM. W latach 1906–1907 zmodernizowano 22 najstarsze wagony wyposażając je w mocniejsze silniki, nowe, pałąkowe odbieraki prądu, oświetlenie elektryczne, trzy duże okna wzdłuż wagonu, zabudowane platformy, a także nowy układ siedzeń 2+1 w poprzek wagonu skierowane w obydwa kierunki jazdy.
W 1907 roku przybyły kolejne 13 pojazdów wyglądem bardzo zbliżonym do wcześniej modernizowanych tramwajów, jednak dłuższych o 20cm i silnikach o łącznej mocy 70 KM. Wagony te fabrycznie już posiadały układ siedzeń 2+1.
W 1912 do Szczecina przyjechało ostatnie 6 nowych wagonów, identycznych jak te z poprzedniej dostawy. Łącznie w Szczecinie było 121 wagonów motorowych typu Herbrand. W czasie I wojny światowej zmodernizowano 3 wagony na wzór najnowszych nabytków tego typu. Co ciekawe nadano im nowe numery z zakresu 128-130 (lukę między ostatnimi wazami zapełniło 6 wagonów typu Falkenried dostarczonych w 1912 roku, wyglądających bardzo podobnie do Herbrandów z zabudowanymi pomostami).

## Okres po 1945
Po wojnie, ze względu na niewielkie dostawy nowego taboru zdecydowano się na modernizacje kolejnych Herbrandów, montując im hamulce szynowe, ogrzewanie elektryczne, oraz tak jak poprzednie silniki o większej mocy i inny układ siedzeń oraz zabudowując pomosty. W 1920 r. zmianie uległo malowanie. Dotychczasowe ciemnozielone wagony wzorowane na berlińskich, zaczęto przemalowywać na kolor kości słoniowej. Po II Wojnie Światowej podczas wojennych bombardowaniach wiele wagonów typu Herbrand, które stanowiły ówczesną podstawę taboru, uległo zniszczeniom. Część z nich odbudowano, jednak wiele z nich zostało użytych do odbudowy innych pojazdów. W latach 1957–1958, po dużych dostawach wagonów typu N i ND, wiele Herbrandów skasowano, a część została przerobiona na doczepy dla nowszych wagonów motorowych, podobnie jak inne typy przedwojennych pojazdów. Ostatecznie wagony z ruchu liniowego wycofano w 1961 roku.